# Горбач Павло Михайлович
Павло Михайлович Горбач (10 листопада 1942, Київська область, УРСР — 1 січня 2018, Калінінград, РФ) — радянський і російський архітектор, головний архітектор Калінінграда (1998—2002).

## Біографія
Горбач Павло Михайлович народився у 1942 році в Київській області Української РСР. В 1962 році закінчив будівельний технікум в місті Ржищів (Київська область, УРСР). У період з 1962 по 1965 рік проходив військову службу в Радянській армії.
У 1971 році закінчив Московський архітектурний інститут. Після закінчення навчання за розподілом був направлений до Калінінграда в інститут «Калінінграджилкомунпроект», де працював:
- з 1971 по 1972 рік — архітектором;
- з 1972 по 1973 рік — керівником групи генплану;
- з 1973 по 1981 рік — головним архітектором проектів;
- з 1981 по 1987 рік — головним інженером;
- з 1987 по 1994 — директором інституту.

З 1993 по 1998 рік працював генеральним директором Проектного АТЗТ «Ліка», у 1998 році — генеральним директором ТОВ «Проектна фірма „Горбач і Л“».
З 1998 по 2002 рік Горбач П. М. займав посаду начальника управління архітектури і містобудування мерії Калінінграда, був головним архітектором Калінінграда.
З 2002 року керував власною архітектурною майстернею.
Помер 1 січня 2018 року. Похований у Калінінграді.

## Нагороди та членство у профспілці
- Заслужений архітектор Росії (2009).
- Член Спілки архітекторів СРСР.
- Член правління Калінінградського відділення Спілки архітекторів Росії.

## Вибрані проекти
- Автор реконструкції кірхи Святого Сімейства в органний зал обласної філармонії в Калінінграді (1980 рік).
- Автор проекту церкви Воскресіння в Калінінграді (1996—1999 роки)[1].
- Автор проекту культурно-розважального центру «Плаза» на Ленінському проспекті Калінінграда.